# Saint-Jean-d’Estissac
Saint-Jean-d’Estissac település Franciaországban, Dordogne megyében. Lakosainak száma 158 fő (2022. január 1.). Saint-Jean-d’Estissac Vallereuil, Saint-Hilaire-d’Estissac, Issac, Saint-Séverin-d’Estissac, Grignols és Villamblard községekkel határos.

## Népesség
A település népessége az elmúlt években az alábbi módon változott:
| Lakosok száma | 145  | 147  | 111  | 142  | 162  | 168  | 177  | 166  | 161  | 158  |
|               | 1968 | 1982 | 1990 | 2006 | 2013 | 2015 | 2017 | 2019 | 2020 | 2022 |